# Mirage (album, Armin van Buuren)
Mirage je čtvrté studiové album nizozemského trance DJe Armin van Buurena. Vydáno bylo na iTunes 10. září 2010. Album bylo představeno singlem Full Focus, jenž byl vydán již 24. června. Na disku se podílela i například zpěvačka Sophie Ellis-Bextor, britský zpěvák Christian Burns anebo Američanka muslimského původu Nadia Ali. Den před vydáním, 9. září, bylo album detailně předvedeno v týdenní Arminově radioshow A State of Trance na rádiu Digitally Imported. V díle číslo 473 se poprvé vyskytly skladby pouze jediného autora, samotného Armina van Buurena.

## Seznam skladeb[1]
1. „Desiderium 207" (společně s Susana)
2. „Mirage"
3. „This Light Between Us" (společně s Christian Burns)
4. „Not Giving Up On Love" (společně s Sophie Ellis-Bextor)
5. „I Don’t Own You“
6. „Full Focus“
7. „Take A Moment“ (společně s Winter Kills)
8. „Feels So Good“ (společně s Nadia Ali)
9. „Virtual Friend“ (společně s Sophie)
10. „Drowning“ (společně s Laura V)
11. „Down To Love“ (společně s Ana Criado)
12. „Coming Home“
13. „These Silent Hearts“ (společně s BT)
14. „Orbion“
15. „Minack“ (společně s Ferry Corsten)
16. „Youtopia“ (společně s Adam Young)